# Liste der Kulturdenkmale in Groß Schierstedt
Die Liste der Kulturdenkmale in Groß Schierstedt enthält die Kulturdenkmale des Landesamtes für Denkmalpflege und Archäologie in Sachsen-Anhalt im Ortsteil Groß Schierstedt der Gemeinde Aschersleben und ist eine Teilliste der Liste der Kulturdenkmale in Aschersleben. Grundlage ist das Denkmalverzeichnis des Landes Sachsen-Anhalt, das auf Basis des Denkmalschutzgesetzes des Landes Sachsen-Anhalt, welches am 21. Oktober 1991 durch das Landesamt erstellt und seither laufend ergänzt wurde (Stand: 31. Dezember 2022).

## Legende
In den Spalten befinden sich folgende Informationen:
- Lage: Nennt den Straßennamen und wenn vorhanden die Hausnummer des Kulturdenkmals. Die Grundsortierung der Liste erfolgt nach dieser Adresse. Der Link „Karte“ führt zu verschiedenen Kartendarstellungen und nennt die geographischen Koordinaten.
Link zu einem Kartenansichtstool, um Koordinaten zu setzen. In der Kartenansicht sind Baudenkmale ohne Koordinaten mit einem roten bzw. orangen Marker dargestellt und können in der Karte gesetzt werden. Baudenkmale ohne Bild sind mit einem blauen bzw. roten Marker gekennzeichnet, Baudenkmale mit Bild mit einem grünen bzw. orangen Marker.
- Offizielle Bezeichnung: Nennt den Namen, die Bezeichnung oder zumindest die Art des Kulturdenkmals und verlinkt, soweit vorhanden, auf den Artikel zum Objekt.
- Beschreibung: Nennt bauliche und geschichtliche Einzelheiten des Kulturdenkmals, vorzugsweise die Denkmaleigenschaften.
- Erfassungsnummer: Für jedes Kulturdenkmal wird in Sachsen-Anhalt eine 20stellige Erfassungsnummer vergeben. Die letzten zwölf Ziffern werden für die Untergliederung nach Teilobjekten genutzt und werden nur angegeben, soweit vergeben. In dieser Spalte kann sich folgendes Icon  befinden, dies führt zu Angaben zu diesem Baudenkmal bei Wikidata.
- Ausweisungsart: Die Einordnung des Denkmales nach § 2 Abs. 2 DenkmSchG LSA
- Bild: Ein Bild des Denkmales, und gegebenenfalls einen Link zu weiteren Fotos des Kulturdenkmals im Medienarchiv Wikimedia Commons. Wenn man auf das Kamerasymbol klickt, können Fotos zu Kulturdenkmalen aus dieser Liste hochgeladen werden:

## Kulturdenkmale
| Lage                                   | Bezeichnung    | Beschreibung                              | Erfassungs- nummer | Ausweisungsart | Bild                                                                                          |
| -------------------------------------- | -------------- | ----------------------------------------- | ------------------ | -------------- | --------------------------------------------------------------------------------------------- |
| Auf dem Friedhof (Karte)               | Grabmal        | Ruhestätte der Familie W. Herrmann        | 094 81346          | Baudenkmal     | BW                                                                                            |
| Galgenberg Nördlich des Dorfes (Karte) | Richtstätte    |                                           | 094 03640          | Baudenkmal     | [[Vorlage:Bilderwunsch/code!/C:51.759825,11.530812!/D:Galgenberg Nördlich des Dorfes,!/\|BW]] |
| Am Mühlgraben 1 (Karte)                | Stall          |                                           | 094 81330          | Baudenkmal     | BW                                                                                            |
| Am Mühlgraben 2 (Karte)                | Gutshof        |                                           | 094 81331          | Baudenkmal     | BW                                                                                            |
| Am Mühlgraben 37 (Karte)               | Wohnhaus       |                                           | 094 81332          | Baudenkmal     | BW                                                                                            |
| Am Mühlgraben 38 (Karte)               | Wohnhaus       |                                           | 094 81333          | Baudenkmal     | BW                                                                                            |
| Auestraße 130 (Karte)                  | Bergbaugebäude | Schmidtmannshall, ehemaliges Kalibergwerk | 094 81334          | Baudenkmal     | Weitere Bilder                                                                                |
| Obere Dorfstraße (Karte)               | Kirche         | St. Nikolai                               | 094 81335          | Baudenkmal     | Weitere Bilder                                                                                |
| Obere Dorfstraße 51 (Karte)            | Mühle          |                                           | 094 81336          | Baudenkmal     | BW                                                                                            |
| Obere Dorfstraße 52 (Karte)            | Wohnhaus       |                                           | 094 81337          | Baudenkmal     | BW                                                                                            |
| Obere Dorfstraße 62 (Karte)            | Wohnhaus       |                                           | 094 81338          | Baudenkmal     | Wohnhaus                                                                                      |
| Obere Dorfstraße 62a (Karte)           | Bauernhof      |                                           | 094 81339          | Baudenkmal     | BW                                                                                            |
| Obere Dorfstraße 63 (Karte)            | Pfarrhaus      |                                           | 094 81340          | Baudenkmal     | Pfarrhaus                                                                                     |
| Obere Dorfstraße 71 (Karte)            | Bauernhof      |                                           | 094 81341          | Baudenkmal     | Bauernhof                                                                                     |
| Untere Dorfstraße 4 (Karte)            | Wohnhaus       |                                           | 094 81342          | Baudenkmal     | BW                                                                                            |
| Untere Dorfstraße 14 (Karte)           | Wohnhaus       |                                           | 094 81343          | Baudenkmal     | BW                                                                                            |
| Untere Dorfstraße 22 (Karte)           | Wohnhaus       |                                           | 094 81344          | Baudenkmal     | BW                                                                                            |
| Untere Dorfstraße 33 (Karte)           | Wohnhaus       |                                           | 094 81345          | Baudenkmal     | BW                                                                                            |